# Verbandsgemeinde Altenkirchen-Flammersfeld

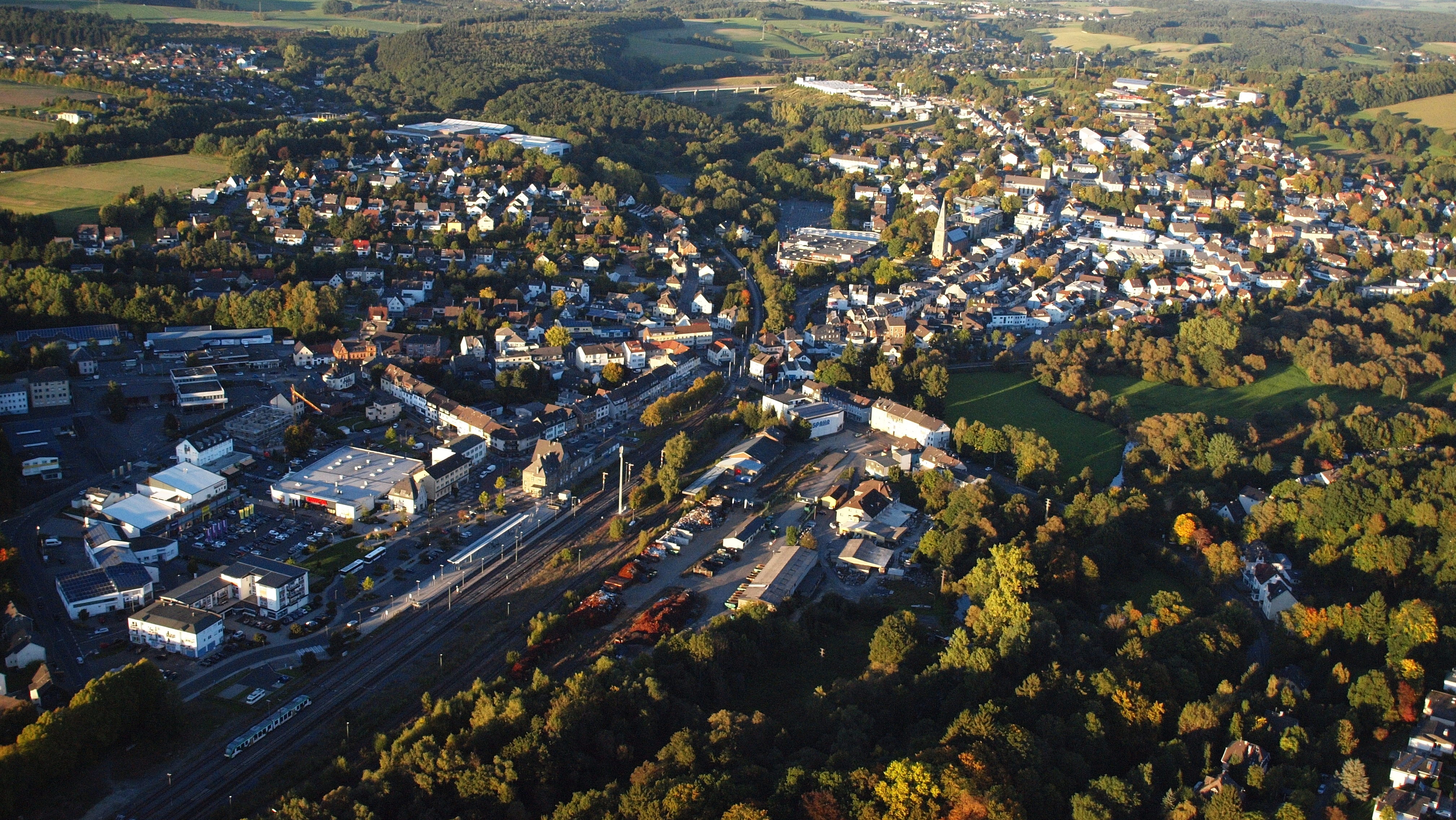
Altenkirchen

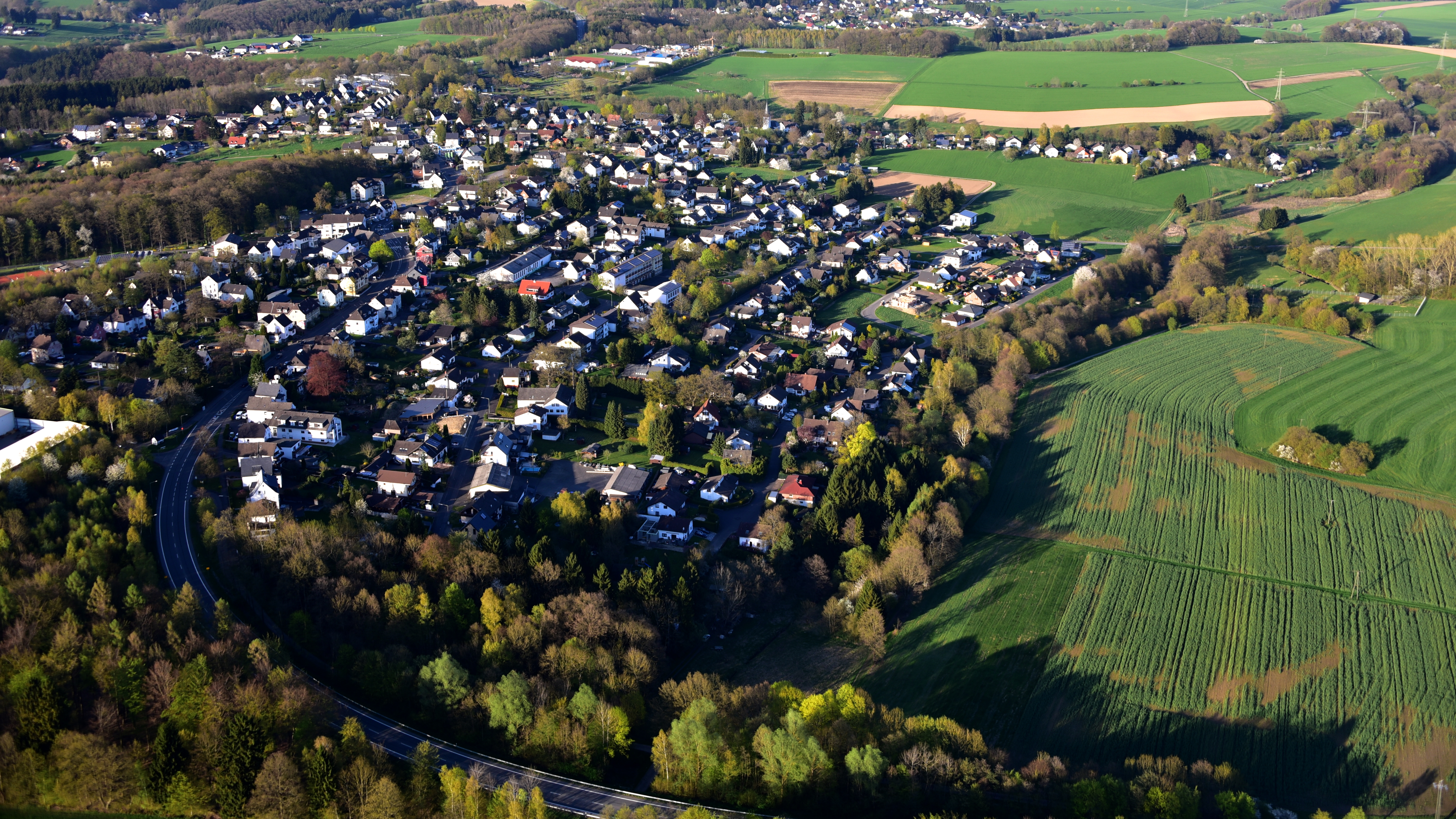
Flammersfeld

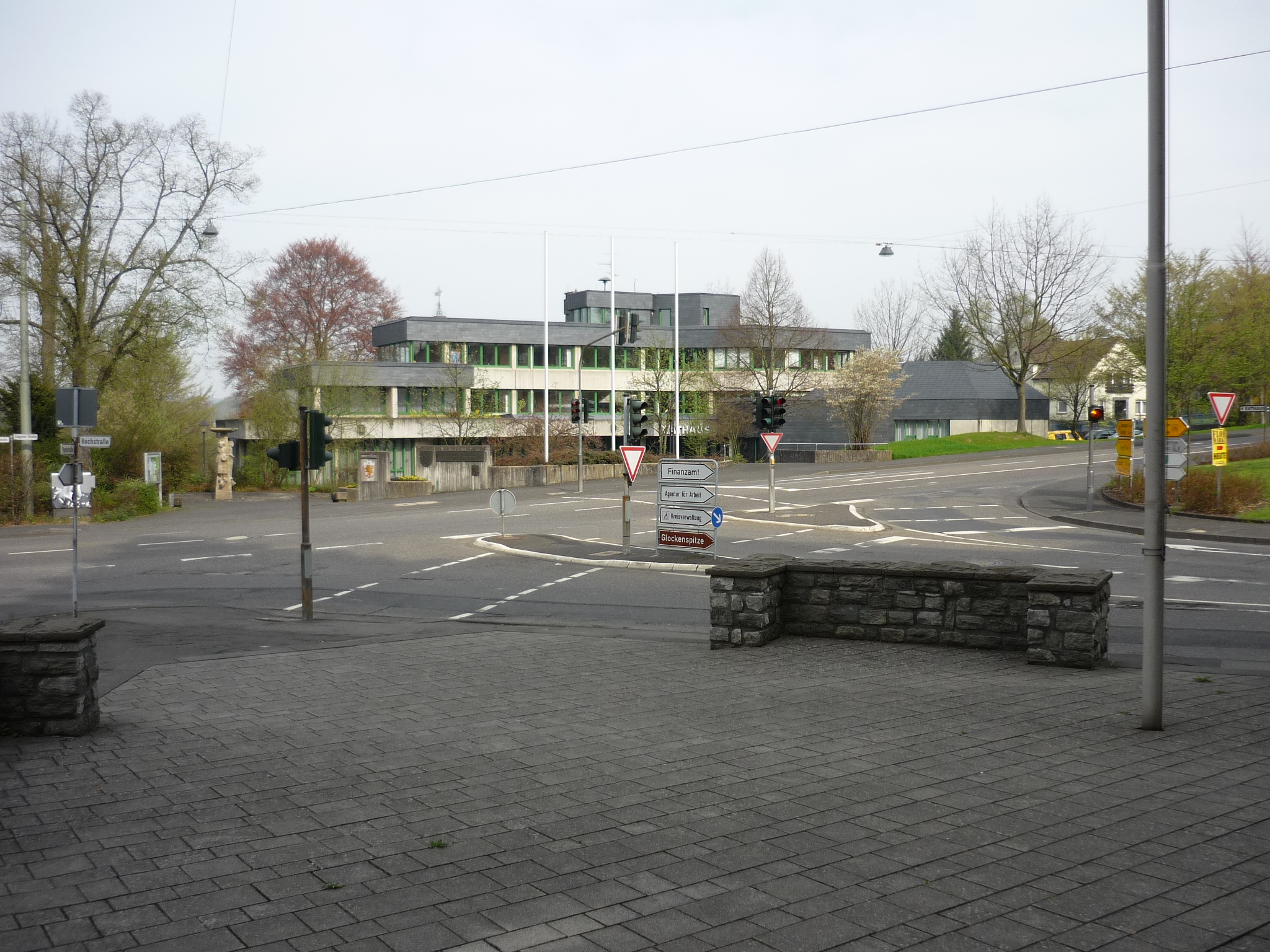
Verwaltung in Altenkirchen

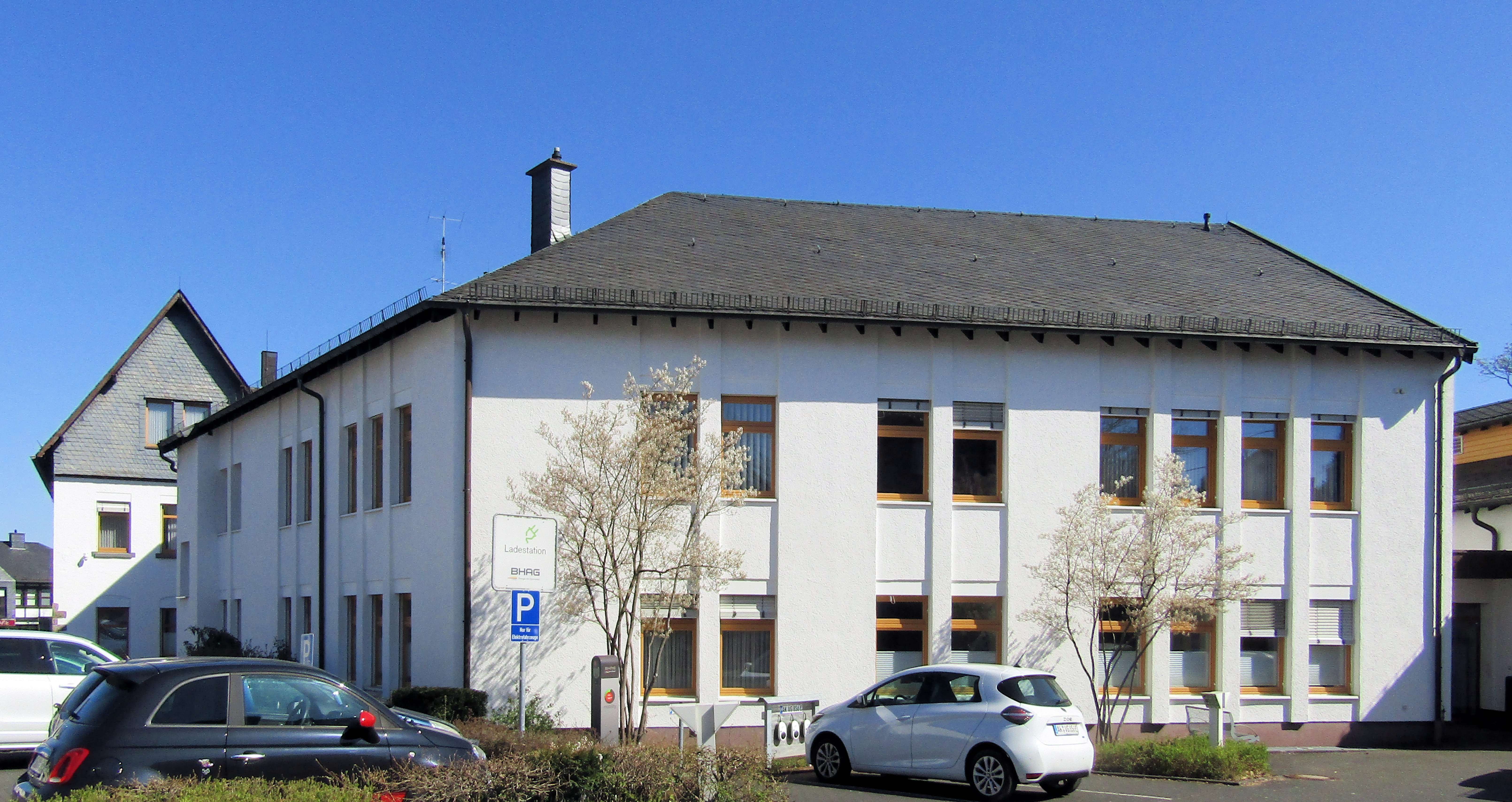
Verwaltungsstelle in Flammersfeld

Die Verbandsgemeinde Altenkirchen-Flammersfeld ist zum 1. Januar 2020 aus der freiwilligen Fusion der rheinland-pfälzischen Verbandsgemeinden Altenkirchen und Flammersfeld im Landkreis Altenkirchen (Westerwald) entstanden. Ihr gehören 67 Ortsgemeinden (darunter die verbandsangehörige Kreisstadt Altenkirchen) an.
Die Verbandsgemeinde hat neben der Verwaltung in Altenkirchen eine weitere Verwaltungsstelle in Flammersfeld
und ist mit 36.465 Einwohnern eine der größten Verbandsgemeinden in Rheinland-Pfalz.

## Verbandsangehörige Gemeinden
| Ortsgemeinde, Stadt        | Fläche (km²) | Einwohner |
| -------------------------- | ------------ | --------- |
| Almersbach                 | 0,61         | 402       |
| Altenkirchen, Stadt        | 10,98        | 6.758     |
| Bachenberg                 | 1,67         | 94        |
| Berod                      | 5,05         | 616       |
| Berzhausen                 | 2,37         | 196       |
| Birnbach                   | 3,11         | 661       |
| Bürdenbach                 | 2,80         | 613       |
| Burglahr                   | 2,87         | 493       |
| Busenhausen                | 3,02         | 352       |
| Eichelhardt                | 2,84         | 514       |
| Eichen                     | 4,27         | 536       |
| Ersfeld                    | 1,40         | 77        |
| Eulenberg                  | 1,16         | 52        |
| Fiersbach                  | 3,04         | 286       |
| Flammersfeld               | 4,06         | 1.418     |
| Fluterschen                | 3,37         | 642       |
| Forstmehren                | 1,61         | 164       |
| Gieleroth                  | 5,92         | 676       |
| Giershausen                | 2,11         | 101       |
| Güllesheim                 | 2,20         | 758       |
| Hasselbach                 | 5,76         | 317       |
| Helmenzen                  | 4,15         | 936       |
| Helmeroth                  | 3,57         | 217       |
| Hemmelzen                  | 2,83         | 282       |
| Heupelzen                  | 2,58         | 251       |
| Hilgenroth                 | 2,96         | 298       |
| Hirz-Maulsbach             | 6,14         | 310       |
| Horhausen                  | 4,72         | 2.156     |
| Idelberg                   | 1,13         | 62        |
| Ingelbach                  | 5,08         | 495       |
| Isert                      | 1,84         | 108       |
| Kescheid                   | 4,82         | 128       |
| Kettenhausen               | 1,68         | 340       |
| Kircheib                   | 6,55         | 581       |
| Kraam                      | 2,73         | 161       |
| Krunkel                    | 2,81         | 588       |
| Mammelzen                  | 4,12         | 1.031     |
| Mehren                     | 3,67         | 465       |
| Michelbach                 | 4,42         | 550       |
| Neitersen                  | 5,64         | 1.077     |
| Niedersteinebach           | 0,79         | 204       |
| Obererbach                 | 3,63         | 547       |
| Oberirsen                  | 9,45         | 608       |
| Oberlahr                   | 2,82         | 772       |
| Obersteinebach             | 3,33         | 233       |
| Oberwambach                | 3,99         | 426       |
| Ölsen                      | 2,26         | 80        |
| Orfgen                     | 3,74         | 233       |
| Peterslahr                 | 2,31         | 327       |
| Pleckhausen                | 1,99         | 836       |
| Racksen                    | 1,97         | 138       |
| Reiferscheid               | 2,13         | 441       |
| Rettersen                  | 3,21         | 363       |
| Rott                       | 9,79         | 398       |
| Schöneberg                 | 3,20         | 421       |
| Schürdt                    | 2,01         | 291       |
| Seelbach                   | 2,99         | 281       |
| Seifen                     | 2,95         | 126       |
| Sörth                      | 1,99         | 260       |
| Stürzelbach                | 1,77         | 222       |
| Volkerzen                  | 1,98         | 71        |
| Walterschen                | 2,12         | 157       |
| Werkhausen                 | 5,75         | 226       |
| Weyerbusch                 | 4,22         | 1.516     |
| Willroth                   | 1,97         | 991       |
| Wölmersen                  | 2,63         | 372       |
| Ziegenhain                 | 0,71         | 163       |
| Verbandsgemeinde insgesamt | 228,99       | 36.465    |

(Einwohner am 31. Dezember 2024)

## Geschichte
Bei ihrer Gründung zum 1. Januar 2020 gehörten der Verbandsgemeinde noch 68 Ortsgemeinden an. Obernau fusionierte zum 1. Januar 2021 mit Neitersen zur neuen Ortsgemeinde Neitersen.

### Einwohnerentwicklung
| Verbandsgemeinde Altenkirchen-Flammersfeld: Einwohnerzahlen von 2012 bis 2024                                                      | Verbandsgemeinde Altenkirchen-Flammersfeld: Einwohnerzahlen von 2012 bis 2024 | Verbandsgemeinde Altenkirchen-Flammersfeld: Einwohnerzahlen von 2012 bis 2024 | Verbandsgemeinde Altenkirchen-Flammersfeld: Einwohnerzahlen von 2012 bis 2024 | Verbandsgemeinde Altenkirchen-Flammersfeld: Einwohnerzahlen von 2012 bis 2024 |
| --- | ----------------------------------------------------------------------------- | ----------------------------------------------------------------------------- | ----------------------------------------------------------------------------- | ----------------------------------------------------------------------------- |
| Jahr |                                                                               |                                                                               |                                                                               | Einwohner                                                                     |
| 2012 | 2012                                                                          |                                                                               | 34.440                                                                        | 34.440                                                                        |
| 2015 | 2015                                                                          |                                                                               | 34.646                                                                        | 34.646                                                                        |
| 2020 | 2020                                                                          |                                                                               | 35.316                                                                        | 35.316                                                                        |
| 2024 | 2024                                                                          |                                                                               | 36.465                                                                        | 36.465                                                                        |
| Quelle(n): statistik.rlp.de Anmerkung(en): Die Entwicklung der Einwohnerzahl, bezogen auf das heutige Gebiet der Verbandsgemeinde. |                                                                               |                                                                               |                                                                               |                                                                               |

## Politik

### Verbandsgemeinderat
Der Verbandsgemeinderat Altenkirchen-Flammersfeld besteht aus 40 gewählten ehrenamtlichen Ratsmitgliedern, die bei der Kommunalwahl am 9. Juni 2024 in einer personalisierten Verhältniswahl gewählt wurden, und dem hauptamtlichen Bürgermeister als Vorsitzendem.
Die Sitzverteilung im Verbandsgemeinderat:
| Wahl | SPD | CDU | Grüne | AfD | FDP | FWG | Gesamt   |
| ---- | --- | --- | ----- | --- | --- | --- | -------- |
| 2024 | 9   | 13  | 4     | 7   | 2   | 5   | 40 Sitze |
| 2019 | 11  | 13  | 7     | –   | 3   | 6   | 40 Sitze |

- FWG = Freie Wählergruppe Verbandsgemeinde Altenkirchen-Flammersfeld e. V.

### Bürgermeister
Fred Jüngerich (parteilos) wurde am 1. Januar 2020 Bürgermeister der neuen Verbandsgemeinde Altenkirchen-Flammersfeld. Bei der Direktwahl am 26. Mai 2019 war er mit einem Stimmenanteil von 83,8 % für acht Jahre in dieses Amt gewählt worden.

### Wappen
Die Verbandsgemeinde Altenkirchen-Flammersfeld führt seit dem 3. Januar 2020 ein Wappen.
| Wappen von Verbandsgemeinde Altenkirchen-Flammersfeld | Blasonierung: „In schräglinks geteiltem Schild mit zweiundzwanzigfach schwarz-silbern gestücktem Bord vorn in Rot ein goldener, doppelschwänziger, blaubewehrter und -bezungter, hersehender Löwe, hinten in Gold drei rote, schräglinks balkenweise angeordnete, rechtsgewendete Wolfsangeln.“ |
| Wappen von Verbandsgemeinde Altenkirchen-Flammersfeld | Wappenbegründung: Das Wappen verbindet die bisherigen Wappen der Verbandsgemeinde Altenkirchen und der Verbandsgemeinde Flammersfeld und greift die gemeinsamen gemeinen Figuren auf. Der goldene, doppelschwänzige, hersehender Löwe in Rot geht auf das Wappen der Grafen von Sayn zurück. Die meisten Ortsgemeinden im Gebiet der Verbandsgemeinde gehörten der Grafschaft Sayn und nach der Landesteilung im 17. Jahrhundert Sayn-Altenkirchen oder Sayn-Hachenburg an. Der saynische Löwe im Wappen der Verbandsgemeinde Altenkirchen-Flammersfeld symbolisiert die territoriale Verbundenheit und stellt einen regionalen Bezug zum Westerwald her. Das Wappen nimmt im unteren Teil mit den drei Wolfsangeln das Wappen der Familie von Flammersfeld auf, die zum Niederadel im Westerwald zählte und verschiedene Ämter in der Grafschaft Sayn innehatte. Das Bord in den Farben Schwarz und Silber deutet auf die Zugehörigkeit zu Preußen als Teil der preußischen Rheinprovinz seit dem Wiener Kongress bis zur Gründung des Landes Rheinland-Pfalz hin. |